# رحيم عبد الله
رحيم عبد الله (بالإنجليزية: Rahim Abdullah)‏ هو لاعب كرة قدم أمريكية ولاعب كرة القدم الكندية أمريكي، ولد في 22 مارس 1976 في جاكسونفيل في الولايات المتحدة.

## وصلات خارجية
- رحيم عبد الله على موقع مرجع كرة القدم المحترفة.كوم (الإنجليزية)